# يوزف فورتونا
يوزف فورتونا هو سياسي بولندي، ولد في 11 سبتمبر 1952 في Maków Podhalański ‏ في بولندا. نشط حزبياً في حزب العدالة والقانون البولندي. وقد انتخب عضو سيم ‏.